# فیل کمبل
فیل کَمبل (به انگلیسی: Phil Campbell) نوازندهٔ گیتار الکتریک بریتانیایی است که از سال ۱۹۸۴ به‌عنوان لید گیتاریست گروه هوی متال موتورهد فعالیت می‌کند. او قبل از آن‌که به موتورهد بپیوندد گیتاریست گروه هوی متال پرشین ریسک بود.
پس از مرگ لمی کیلمیستر و از بین رفتن بند موتورهد، فیل تصمیم به پایه گذاری بند جدیدی به همراه سه پسرش گرفت.
بند جدید او phil campbell and the bastard sons نام دارد که او و پسرانش نوازندگی گیتار الکتریک، باس و درام را بر عهده دارند و نیل استار، خوانندهٔ بریتانیایی، به عنوان خواننده در گروه فعالیت می‌کند.

## درباره
کَمبل نواختن گیتار را از سن ۱۰ سالگی و با الهام از بزرگانی چون جیمی هندریکس، تونی آیومی، جیمی پیج و مایکل شنکر شروع کرد. در ۱۳ سالگی به صورت نیمه‌حرفه‌ای به نواختن در کاباره‌های ساوث ولز مشغول شد. او اولین گیبسون لس پال‌اش را در سال ۱۹۷۳ خرید که البته به سرنوشت بقیهٔ گیتارهایش دچار شد و دزدیده شد. در سال ۱۹۷۹ گروه پرشین ریسک را تشکیل داد و برای ۵ سال در آن گروه حضور داشت.
در سال ۱۹۸۴ و در پی جداشدن بریان رابرتسون از موتوهد، لمی(رهبر گروه موتوهد) به تست کردن نوازندگان داوطلب برای عضویت در گروه پرداخت. در نهایت دو نفر از میان آزمون‌دهندگان باقی ماندند که یکی کَمبل بود و دیگری مایکل بارستون. لمی ابتدا قصد داشت فقط یک گیتاریست استخدام کند اما زمانی که هم‌نوازی آن‌دو را با هم شنید هردوشان را برای عضویت در گروه انتخاب کرد.
کَمبل پس از انتشار آلبوم No Remorse و برگزاری یک تور به‌همراه موتوهد به‌عنوان گیتاریست اصلی در گروه باقی ماند و همکاری‌اش با موتوهد تا به امروز ادامه دارد.